# 5924 Teruo
5924 Teruo (1994 CH1) là một tiểu hành tinh vành đai chính được phát hiện ngày 7 tháng 2 năm 1994 bởi T. Kobayashi ở Oizumi.